# DRB Sports Cars
DRB Sports Cars, zuvor DRB Enterprises und GT40 Australia, ist ein australischer Hersteller von Hochleistungssportwagen als Kit Cars, der in Stapylton (Queensland) an der Goldküste ansässig ist. Das Unternehmen begann 1973 mit Bausätzen. Seit 1981 entstehen Nachbildungen der bekannten AC Cobra 427 und des Le Mans-Gewinners Ford GT40, sowie eine moderne Variante der SVT Cobra auf Basis des Ford Mustang, den DRB 540.

## Sabre
Ab 1973 stand dieses Modell im Angebot. Dieses Coupé basierte auf dem Fahrgestell des VW Käfer. Darauf wurde eine Karosserie aus Fiberglas montiert. Zunächst nur als Kit erhältlich, waren ab 1981 auch Komplettfahrzeuge zu erwerben. 1983 ergänzte eine Cabriolet-Version das Sortiment.
Magnum und Sabre 2 waren ähnlich konzipiert.

## Taipan
1986 erschien der Taipan. Dies war ein Coupé mit Mittelmotor, der nur als Komplettfahrzeug hergestellt wurde. Der Motor stammte von Nissan und hatte 1600 cm³ Hubraum.

## DRB GT-40

### Fahrgestell
Das Chassis besteht aus Rechteckrohr mit Bodenblechen und Schotten aus verzinktem Stahlblech. Es trägt alle Befestigungspunkte für den Motor, die Radaufhängung, die Lenkung und die Sicherheitsgurte. Auf Wunsch ist es mit einem Halb- oder Vollkäfig nach CAMS/FIA ausgestattet. Serienmäßig ist es mit schwarzer Emailfarbe lackiert, auf Wunsch auch glänzend schwarz pulverbeschichtet.

### Karosserie
Sie besteht aus GFK und ist, wie folgt, aufgebaut:
- Fahrerkabine: vernietet und mit dem Chassis verbunden. Die Türen sind eingehängt und besitzen einen geprüften Seitenaufprallschutz.
- Front- und Heckpartie: an einstellbaren Scharnieren aufgehängt
- Armaturenbrett: gepolstert und mit Vinyl bezogen; ohne Aussparungen für die Instrumente
- Abdeckungen der Tanks (Schweller): vorläufig eingebaut. Sie müssen zum Einbau der Tanks wieder ausgebaut werden.
- Fenster: laminierte Windschutzscheibe (eingebaut), laminiertes Heckfenster (eingebaut), Acrylheckfenster (als Motorabdeckung), Seitenscheiben und Scheinwerferabdeckungen werden mitgeliefert.
- Alle GFK-Verkleidungen für die Karosserie, einschl. Radläufe, Luftführungsrohre etc.
- Die auf dem Chassis montierte Karosserie wird mit eingebauten Türen und der kompletten Front- und Heckpartie montiert geliefert.

### Bauanleitung
Das Fahrwerk mit Karosserie wird mit einer umfangreichen Bauanleitung geliefert, die alle Anleitungen, Zeichnungen, Fotos, Teilenummern nach ADR, benötigte Teile und Zertifikate für das Fahrgestell, den Seitenaufprallschutz etc. enthält.

### Anbauteile und Ausstattung
GT40 Australia stellt alle Teile her, die nicht in normalen Autozubehörläden erhältlich sind, z. B.
- Pedale für Kupplung, Bremse und Gas
- Aluminium-Benzintanks und polierte Alu-Schnellfüllkappen
- Aluminium-Türgriffe
- Sitze
- Türinnenverkleidungen
- Spezielle Adapterplatten und Schwungräder
- Gangschaltungskits
- Hinterradaufhängung aus wärmebehandeltem Aluminiumguss
- Stabilisatoren vorne und hinten
- Auspuffanlagen
- Kardanwellen
- Kabelbäume
- Lüftungsgitter
- Scheinwerfer und Rückleuchten[1]

## DRB Cobra/Boss Cobra
Die DRB Cobra war die meistverkaufte Cobra-Replica in Australien; über 350 Stück wurden verkauft. Der leichte Bau und die zuverlässigen Teile (einschl. der Karosserie mit Bodengruppe, die mit allen Verkleidungen bereits eingebaut geliefert wird) ermöglichen dem Käufer, den DRB Cobra in hoher Qualität zu bauen.
Die DRB Cobra kann mit einem 5,0 l-Ford-Windsor-Motor oder – als Sparvariante – mit einem Lexus-Aluminium-V8 mit vier Nockenwellen bestückt werden. Letzterer ist als „Front Cut“ (mit Motor, Getriebe, Motorsteuerung etc.) erhältlich. Beide Motoren erfüllen allerdings in einigen Staaten nicht die Emissionsvorschriften.
Der DRB 2000 erhielt einen breiteren Motorraum und heißt jetzt DRB Boss Cobra. Der größere Motorraum ermöglicht nun den Einbau der 5,4 l-Ford-Boss-Hochleistungsmotorserie mit vier Nockenwellen, die den Emissionsvorschriften in allen australischen Staaten entsprechen.
Auch können der 4,6 l-V8-Aluminium-Saugmotor aus dem Mustang Cobra mit vier Nockenwellen oder sein aufgeladenes Gegenstück eingebaut werden, die den Vorschriften in den meisten Staaten entsprechen.

## DRB 540
Ford in den USA stellte einen Shelby Cobra als Konzeptfahrzeug her und stellte den Prototyp 2004 auf verschiedenen Automobilausstellungen in den USA aus. Dem Antrieb diente ein 6,8 l-V10-Motor, der vorne eingebaut mit einem Transaxle-Getriebe und Fahrwerkskomponenten des Ford GT verbunden war. Obwohl der Prototyp vom Publikum gut aufgenommen wurde, ging es – vermutlich aus finanziellen Gründen – nicht in Produktion. Dieser Prototyp regte DRB zum Bau eines ähnlich aussehenden Autos an, das DRB 540 genannt wurde.